# Gregory Heisler

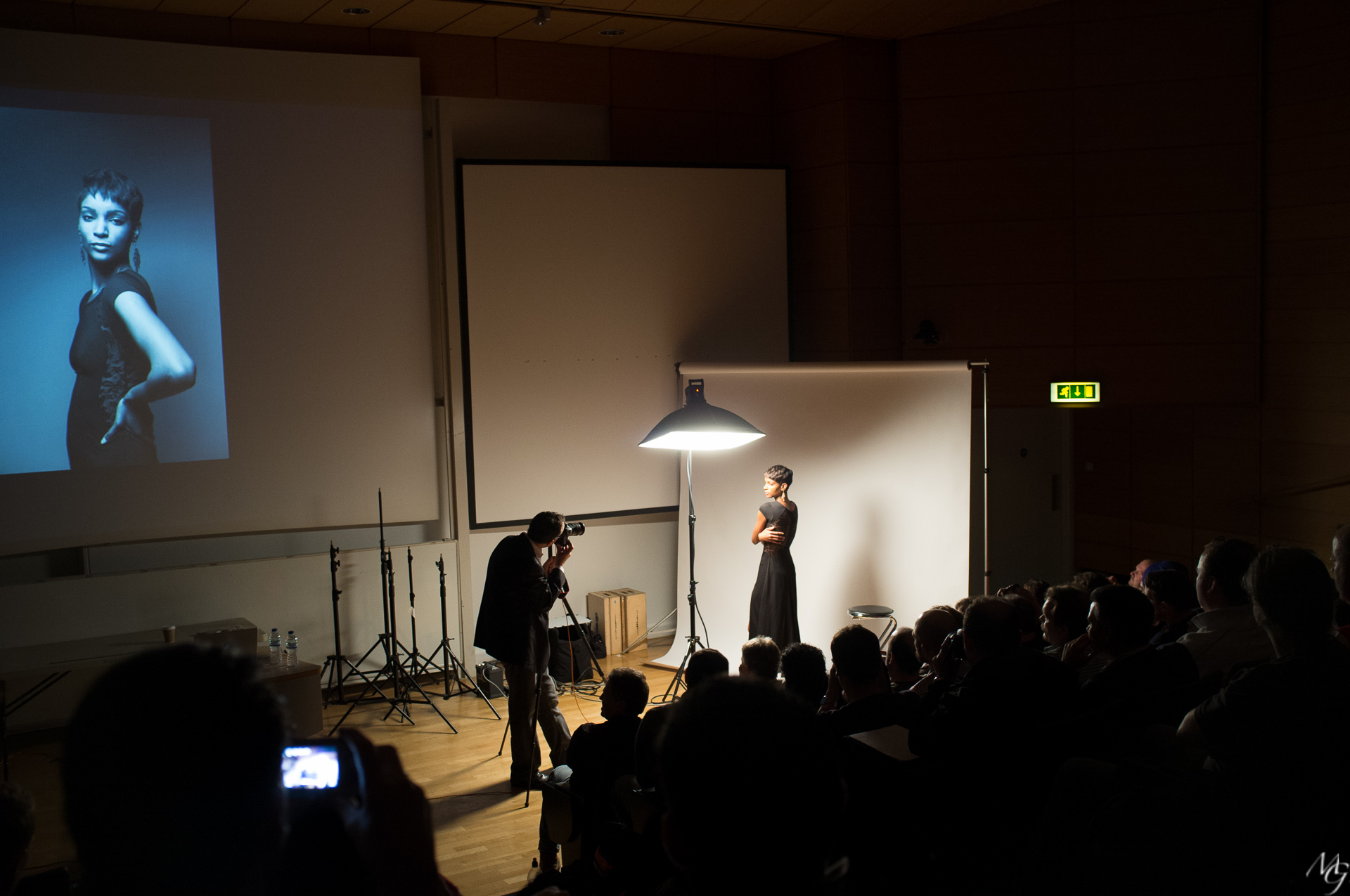
Gregory Heisler fotografuje portrét na GPP London 2013

Gregory Heisler (* 1954) je americký profesionální fotograf známý svou evokativní portrétní tvorbou, která se často objevuje na obálkách časopisů, jako je Time, pro které vytvořil řadu obálek Muž, Osoba a Lidé roku.

## Životopis
Heislerovi byla v minulosti zrušena privilegia fotografa v Bílém domě za to, že pořídil fotografie prezidenta George H. W. Bushe pro časopis Time, ve kterém použil techniku dvojexpozice, aby dosáhl efektu zobrazených dvou tváří Bushe najednou. Prezident v době fotografování o této fotografické technice nevěděl. Jeho tiskový mluvčí Marlin Fitzwater později napsal o svém vlastním hněvu v Call the Briefing! (V rozhovoru s Brianem Lambem o C-SPAN diskutoval o tom, jak byl rozrušený.) Heislerova obchodní skupina proti zákazu protestovala, protože byl založen pouze na redakčním stanovisku. Heisler od té doby fotografoval prezidenta George W. Bushe.
Mezi ceny, které Heisler získal, patří: 1986 ASMP Corporate Photographer of the Year, 1988 Leica Medal of Excellence, 1991 World Image Award, 2000 Alfred Eisenstaedt Award
V září 2009 Gregory Heisler nastoupil jako rezidentní umělec na Hallmark Institute of Photography v Turners Falls v Massachusetts. Působil jako učitel a prostředník mezi studenty a světem profesionální fotografie, rozšiřoval jejich současné osnovy a poskytoval studentům potřebné dovednosti a techniky, které škola dříve neučila.
Na základě oznámení NPPA ze dne 25. dubna 2014 se Heisler připojil k programu Multimedia Photography & Design na SI Newhouse School of Public Communications na Syracuse University jako významný profesor fotografie.